# Centroclisis insidiosa
Centroclisis insidiosa är en insektsart som först beskrevs av Navás 1913.  Centroclisis insidiosa ingår i släktet Centroclisis och familjen myrlejonsländor. Inga underarter finns listade i Catalogue of Life.